# Orizona
Orizona is een gemeente in de Braziliaanse deelstaat Goiás. De gemeente telt 15.201 inwoners (schatting 2009).

## Aangrenzende gemeenten
De gemeente grenst aan Luziânia, Pires do Rio, São Miguel do Passa-Quatro, Silvânia en Vianópolis.